# Tatort: Direkt ins Herz
Direkt ins Herz ist ein Fernsehfilm aus der Tatort-Krimireihe. Der Film ist der 13. Fall des Kölner Ermittler-Teams Max Ballauf und Freddy Schenk. Der vom Westdeutschen Rundfunk und Colonia Media produzierte Beitrag wurde am 6. August 2000 im Ersten Programm der ARD zum ersten Mal gesendet.
Das Ermittlerteam hat es dabei mit einem sehr komplexen Fall auf verschiedenen Ebenen zu tun.

## Handlung
Auf offener Straße wird ein Mann erschossen, aber niemand hat etwas gehört oder gesehen. Der Rechtsmediziner stellt fest, dass der Schuss mit einem militärischen Scharfschützengewehr Steyr HS abgegeben worden sein muss. So ein Modell kann über drei Kilometer zielgenau treffen, wird aber heutzutage kaum noch eingesetzt.
Ballauf befragt Elisabeth, die ehemalige Freundin des Toten, und sie gibt an, mit Charly und seiner neuen Freundin ein gutes Verhältnis zu haben. Sie betreiben sogar zusammen einen Internethandel mit Modeartikeln. Franka, seine jetzige Freundin, macht allerdings nicht den Eindruck einer trauernden Witwe. Sie gibt an, dass sie ihn zwar sehr gemocht hat, aber richtige Leidenschaft war es eigentlich nicht.
Die Ermittler sehen sich auf dem Dach eines Versicherungsgebäudes um, welches sie als Standort des Schützen vermuten. Noch während sie auf dem Dach sind, wird eine zweite Person erschossen. Ballauf kann den Schützen zwar sehen, aber nicht aufhalten. Das neue Opfer ist Helge Pool, ein Geschäftsmann und genau wie Charly 53 Jahre alt. Schenk lässt nach allen bekannten kriminell gewordenen Scharfschützen fahnden, die mit .50er Kaliber arbeiten. Vor kurzem wurde einer dieser Zielgruppe, ein Stankowsky, mit einem Kopfschuss aus dem Rhein gefischt. Die Ermittler stoßen in diesem Zusammenhang auf einen alten Überfall, bei dem ca. 9 Millionen DM erbeutet wurde. Da sich zwei der vier Täter noch immer im Gefängnis befinden, vermutet Ballauf, dass Turger, der als Erster von ihnen entlassen wurde, sich möglicherweise an den Haupttätern rächen wollte.
Bei der Fahndung nach den Scharfschützen, die in der Lage sind, solche präzisen Schüsse abzugeben, stoßen sie auf Roland Weller. Er besitzt mittlerweile eine eigene Schießsportanlage. Von ihm erfahren sie, dass ihre Gruppe damals aus 7 Leuten bestand. Sie wurden vom Verfassungsschutz zu Scharfschützen ausgebildet, da man in der Haft geeignete Gefangene gesucht hat, um der Terrorismusgefahr in Deutschland besser begegnen zu können. Sie sollten in den Haftanstalten die Terroristen aushorchen und erhielten nach ihrer Entlassung zum Dank einen „Persilschein“: Schenk observiert Weller und verfolgt ihn am Abend bis zu einem Nachtlokal. Dort trifft er sich mit Turger und fährt mit ihm zurück zur Schießanlage. Als Schenk Weller anspricht und er sofort die Waffe zieht, schießt Schenk ihn nieder. Turger versteckt sich zwar im Gebäude, doch Schenk kann ihn stellen. Im Verhör beschuldigt er seinen Knastkumpel Weller, auf die beiden Männer geschossen zu haben. Doch da Turger der Mann ist, den Ballauf nach den Schüssen auf das zweite Opfer gesehen hatte, und Schenk die Tatwaffe ausfindig machen kann, steht er als Täter fest.
Die Recherchen zu den Opfern ergeben, dass sie sich kannten. Sie waren vor 33 Jahren beide in einer Kompanie der Bundeswehr. So stellt Ballauf die Theorie auf, dass es dann auch noch mehr dieser „alten Kumpel“ gibt, die sich immer mal wieder getroffen haben, um „ein Ding zu drehen“. Nach einigen Jahren Ruhephase werden sie dann wieder aktiv. Die Zuarbeit wird von Kleinkriminellen wie Turger erledigt, die mitunter dann für die eigentlichen Täter ins Gefängnis gehen.
Stankowsky war Kopf der Bande und der Mittelsmann zwischen der Gruppe Straftäter, die damals als Scharfschützen ausgebildet wurden und zum Teil immer noch im Gefängnis sitzen, und den Kumpeln seiner alten Kompanie. Bei dem Versuch, diese Gruppe ausfindig zu machen, erfahren sie, dass Walter – Charlys Zwillingsbruder – eine Rolle spielt und auch Elisabeth in die Geschäfte von „Charly und seiner Gruppe“ verstrickt ist. Um ihre Machenschaften nicht auffliegen zu lassen, schreckt die Gruppe sogar vor einer Entführung von Ballauf und Franka nicht zurück. Bei dem Versuch zu fliehen gelingt es nur Ballauf, unbeschadet zu entkommen. Er überwältigt einen der Männer und kann Schenk zu Hilfe holen. Als sie Franka retten wollen, schießt ihr Walter in den Kopf. Da die Polizei mittlerweile auch eingetroffen ist, werden alle festgenommen.

## Hintergrund
Bei der Analyse des Überfalls gibt Ballaufs früherer Kollege Bernd Flemming (Martin Lüttge), der inzwischen im Ruhestand ist, Hilfestellung.
Assistentin Lissy will das Team verlassen. Sie hat gekündigt und möchte eine Gesangskarriere starten.

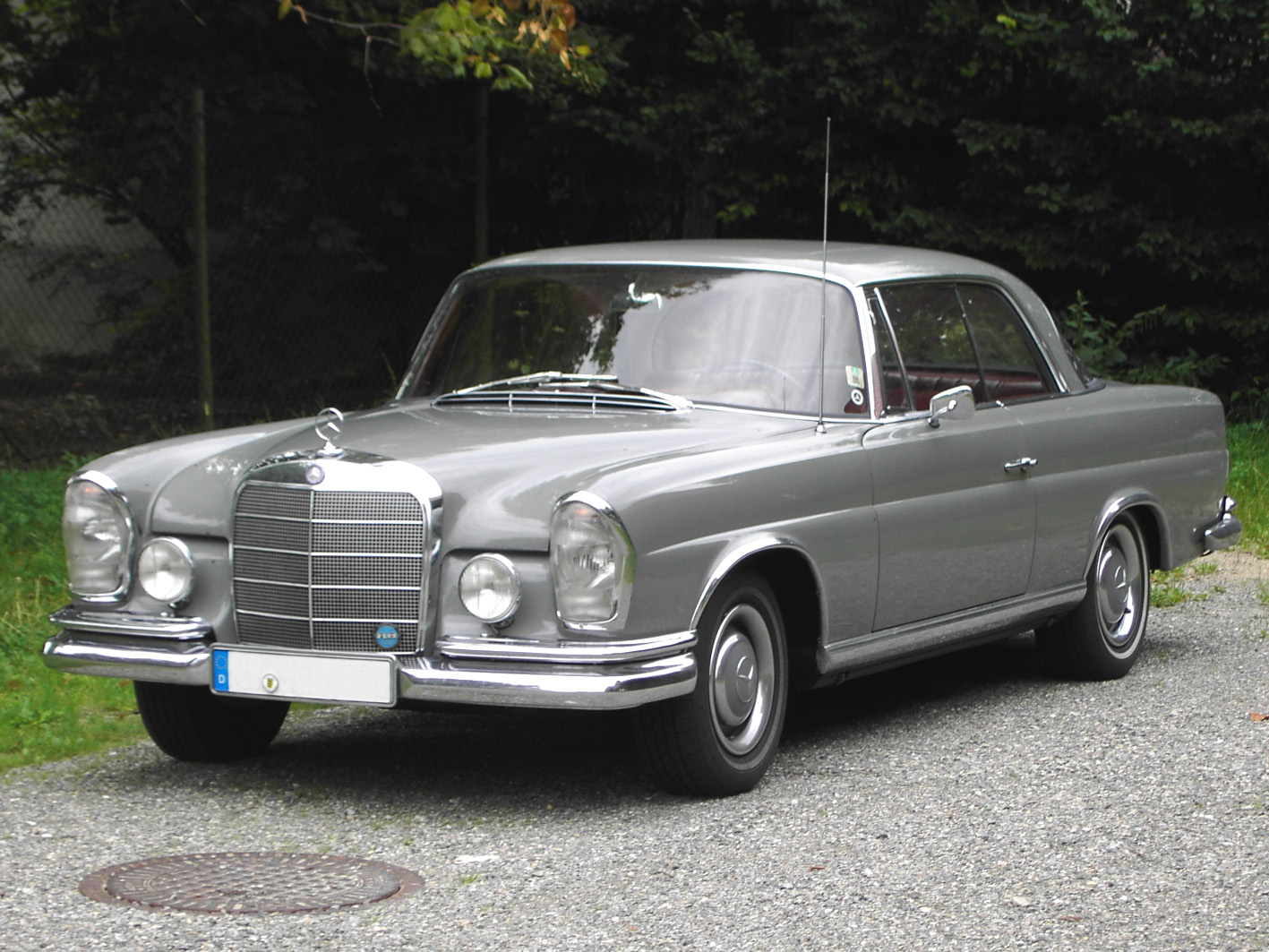
Mercedes SE Coupé (W111)

## Trivia
Freddy Schenk fährt in dieser Episode ein seltenes Modell der Mercedes-Benz Baureihe W 111, ein 280 SE 3.5 Coupé („Heckflosse“) in einer ungewöhnlichen silbergrauen Lackierung. Dieses geräumige zweitürige Fahrzeug wurde nur in den Jahren 1969–71, hergestellt, meist in gold-metallic. Es ist für sechs Personen zugelassen (3 v, 3 h) und besitzt werkseitig weder Kopfstützen noch Sicherheitsgurte. Diese waren aber gegen Aufpreis erhältlich. Zum Drehzeitpunkt war es bereits ein Oldtimer.

## Rezeption

### Einschaltquoten
Bei der Erstausstrahlung am 6. August 2000 verfolgten 8,20 Mio. Zuschauer diese Tatort-Folge, was einem Marktanteil von 27,09 % entsprach.

### Kritik
Die Kritiken auf Direkt ins Herz sind durchweg positiv. Die Handlung ist verstrickt, und aus zwei sinnlos erscheinenden Morden entwickelt sich eine recht verzwickte Geschichte.

„Der Fall ist so komplex, wie man sich das für einen Krimi nur wünschen kann. Panzers Idee, Ballauf auch noch emotional in die Sache zu verwickeln, gibt dem Film mehr als bloß zusätzliche Brisanz.“

Stefanie Rufle findet bei moviesection.de lobende Worte bei diesen interessanten Fall, „was man vor allem auf die Präsenz dieser beiden überzeugenden Kommissare und die tragische Liebesgeschichte zurückführen kann.“

„Während die private Situation von Kommissar Ballauf zusehends prekärer wird und mehr und mehr an Tiefe gewinnt, verliert der sehr komplexe Fall, in dem die beiden Kommissare ermitteln, allmählich an Glaubwürdigkeit. Spätestens, wenn Ballauf und seine Geliebte in ihrem Auto plötzlich von einer Horde von Scharfschützen umzingelt werden, kann man diesen „Tatort“ nicht mehr vollends ernst nehmen.“